# Винниченко Володимир Кирилович
Володи́мир Кири́лович Винниче́нко (16 [28] липня 1880, Єлисаветград, Херсонська губернія, Російська імперія — 6 березня 1951, Мужен, Приморські Альпи, Франція) — український політичний і громадський діяч, прозаїк, драматург і художник. Автор усіх декларацій, універсалів та законодавчих проєктів УНР. Перший голова Директорії УНР (14 грудня 1918 року — 10 лютого 1919 року), голова Генерального секретаріату та генеральний секретар внутрішніх справ. Другий очільник Українського Національного Союзу, з 18 вересня 1918 по 14 листопада 1918. Представник делегації Української Центральної Ради у Петрограді.
Окрім політичної діяльності, Винниченко також займався літературою.
Відповідно до законодавства незалежної України є борцем за незалежність України у ХХ сторіччі.

## Ранні роки
Народився 1880 року в місті Єлисаветграді (нині — Кропивницький, Україна). Батько його, Кирило Васильович, замолоду селянин-наймит, переїхав із села до Єлисаветграда й одружився з удовою Євдокією Онуфріївною Павленко, уродженою Линник. Від першого шлюбу мати Винниченка мала троє дітей: Андрія, Марію й Василя. Від шлюбу з Кирилом Винниченком народився лише Володимир.
У народній школі Володимир звернув на себе увагу своїми здібностями, і через те вчителька переконала батьків, аби вони продовжили освіту дитини. Незважаючи на тяжке матеріальне становище родини, по закінченню школи Купченка Володимира віддали до Єлисаветградської гімназії, де він навчався з 16 серпня 1890 року по червень 1899 року.

## Гімназія

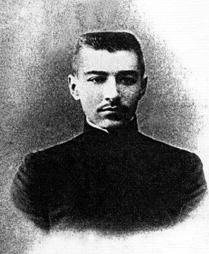
Володимир Винниченко — гімназист

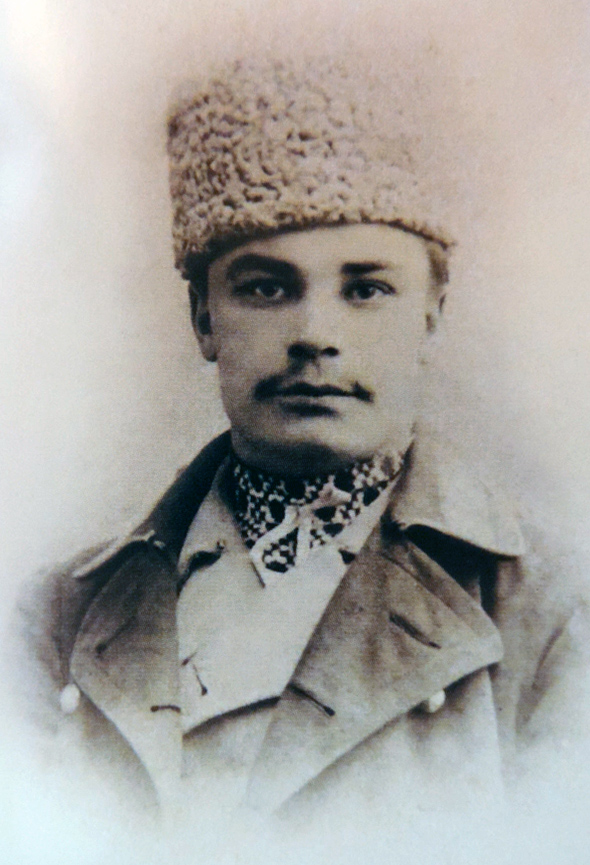
Володимир Винниченко. Київ, 1902 р.

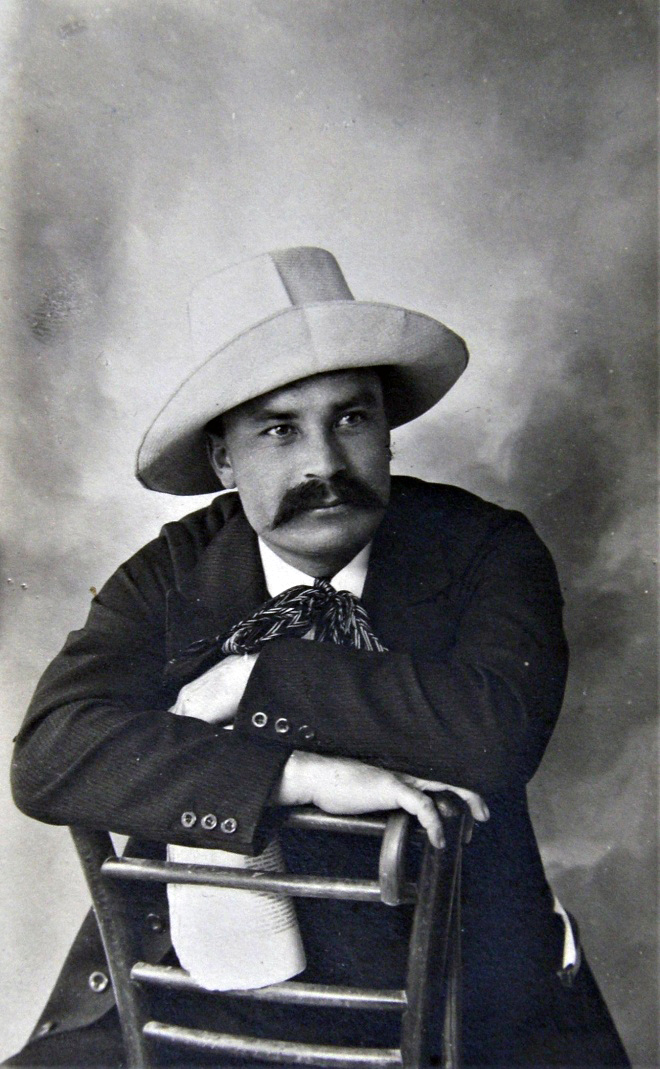
Винниченко в 1910-ті роки. Сестрі-Леванте, Італія.

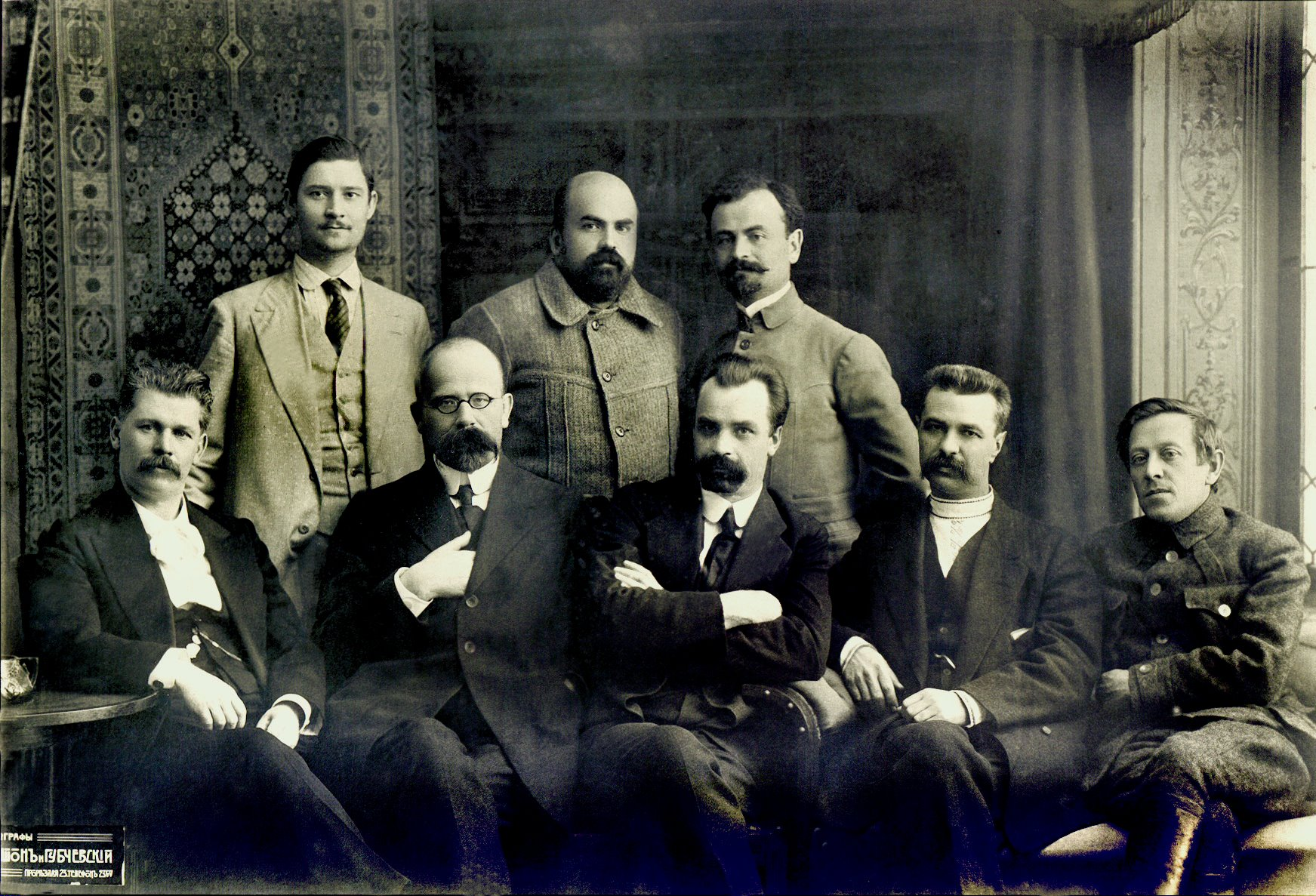
Перший Генеральний секретаріат Української Центральної Ради. 1917 р.
Стоять (зліва направо): Павло Христюк, Микола Стасюк, Борис Мартос
Сидять (зліва направо): Іван Стешенко, Христофор Барановський, Володимир Винниченко, Сергій Єфремов, Симон Петлюра

У старших класах гімназії Володимир Винниченко взяв участь у революційній організації, написав революційну поему, за яку одержав тиждень «карцеру», а згодом його відрахували з гімназії.
Але Володимир не кинув своїх студій. Він продовжував готуватися до матури (атестату зрілості) і склав 1900 року іспит зрілості як стороння особа у Златопільській чоловічій гімназії (Златопіль нині — у складі Новомиргорода Кіровоградської області). Незважаючи на виразну нехіть учителів видати учневі «атестат зрілості», під натиском директора гімназії Володимир одержує диплом.

## Революційна діяльність
1901 року Винниченко вступив на юридичний факультет Київського університету св. Володимира, де став членом Української студентської громади. Вступив до Революційної української партії (РУП), яка у 1905 році стала називатися Українською соціал-демократичною робітничою партією (УСДРП). За її дорученням проводив агітаційно-пропагандистську роботу серед робітників Києва та селян Полтавської губернії, за що 1903 року був заарештований, виключений із університету й ув'язнений до одиночної камери Лук'янівської в'язниці в Києві, звідки йому згодом вдалося втекти.
Незабаром новий арешт, дисциплінарний батальйон. Але він знову втік і нелегально відбув у еміграцію. Ризикуючи життям, не раз переходив кордон, беручи участь у переправленні революційної літератури в Росію. Після чергового арешту й ув'язнення із загрозою довічної каторги, Винниченку за допомогою товаришів вдалося вирватися з рук царської охранки. Не ризикуючи далі, він емігрував. За кордоном разом із Михайлом Грушевським видає часопис «Промінь». Та на початку Першої світової війни Винниченко повернувся до Росії й жив до 1917 року під чужим прізвищем переважно в Москві, займаючись літературною діяльністю.

## Події 1917—1919 років

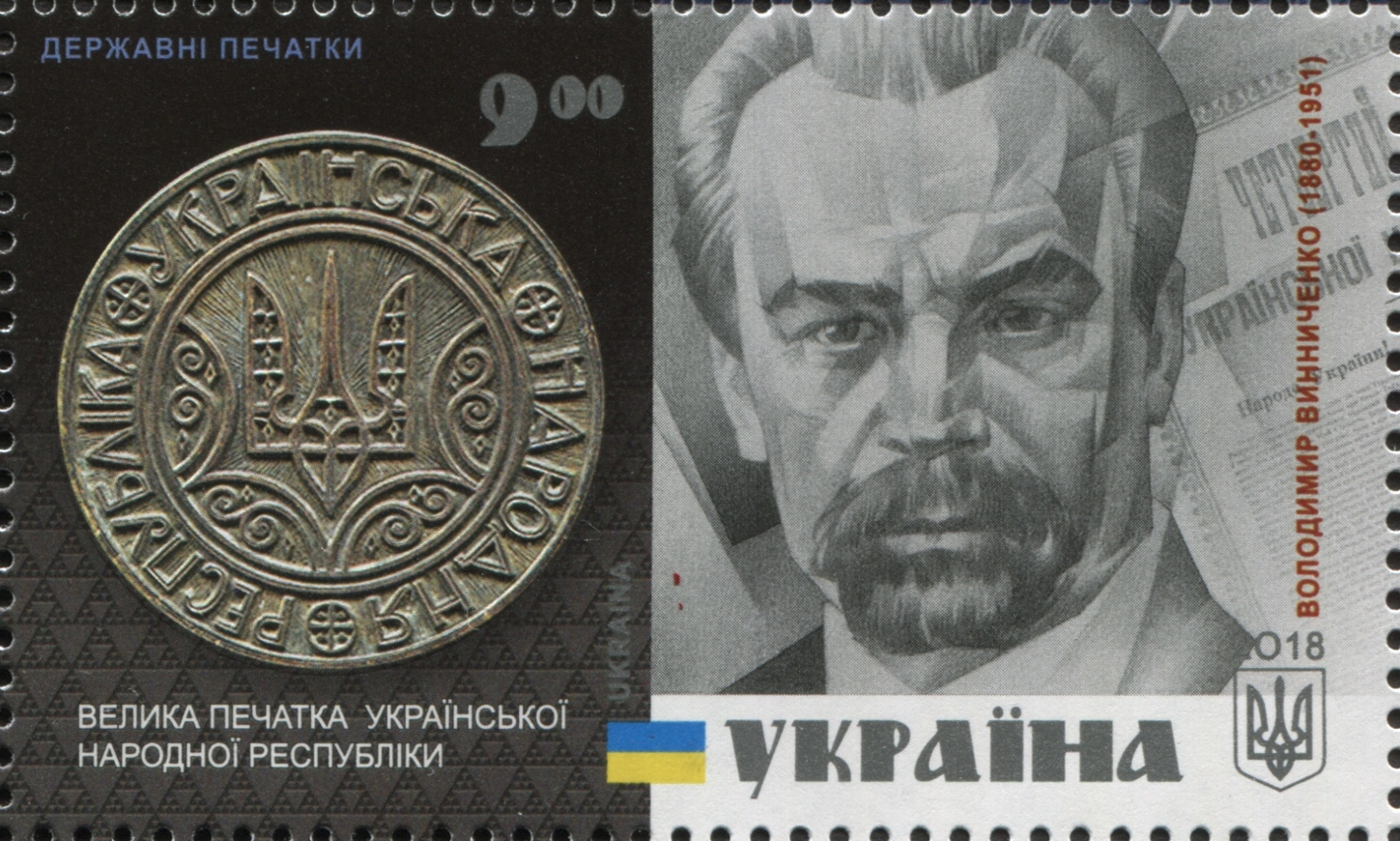
Марка Укрпошти «Велика печатка Української Народної Республіки. Володимир Винниченко (1880—1951)» із блоку з 4-х марок «Державні печатки України» (2018)

Одразу після Лютневої революції Винниченко повернувся до України й взявся до активної політичної роботи. Став членом Центральної Ради. Згодом, 15 червня, очолив Генеральний секретаріат і став генеральним секретарем внутрішніх справ. Виступав супроти мілітаризму, за розпуск збройних сил та створення міліції замість регулярного війська, через що зазнавав критики опонентів, зокрема з боку С. Петлюри.

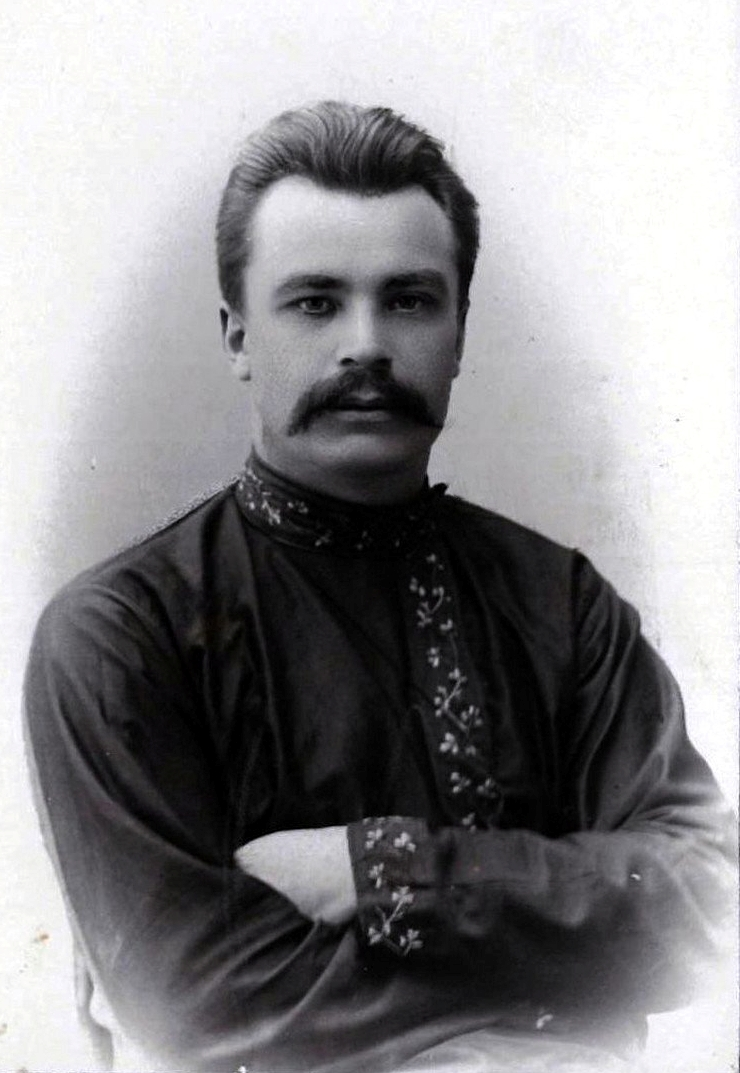
Володимир Винниченко

Винниченко — автор майже всіх декларацій і законодавчих актів УНР. Під тиском військових він 10 червня 1917 року на 2-му Всеукраїнському військовому з'їзді проголосив I Універсал Центральної Ради та 26 червня 1917 року на пленумі Центральної Ради — Декларацію Генерального секретаріату, якою було проголошено курс Української Центральної Ради на «здійснення суцільної автономії» України.
29 квітня 1918 року Центральна Рада ухвалила Конституцію УНР. Згодом, через виникнення супере́чностей, Винниченко вийшов із уряду. Однак уже менше, ніж через місяць знову його очолив.
Наприкінці жовтня делегація УЦР відбула до Петрограду, де стала свідком повалення Тимчасового уряду та захоплення влади більшовиками. Під тиском зовнішніх і внутрішніх факторів Центральна Рада 9 (22) січня 1918 року ухвалила IV Універсал, за яким «однині Українська Народна Республіка стає самостійною, ні від кого не залежною, вільною, суверенною державою українського народу». Це проголошення відбулось як наслідок доконаного факту, більшовицько-української війни.
Під натиском більшовицьких військ 26 січня (8 лютого) 1918 року уряд УНР на чолі з новим прем'єром утік до Житомира, не повідомивши українські частини (зокрема 1-й корпус у Білій Церкві) про захоплення Києва. Винниченко разом із дружиною, Розалією Лівшиц, поїхав на південь, до Бердянська.
Саме Винниченко, як відомий на той час публіцист, у своїх політичних статтях негативно висловлювався з приводу тих небагатьох українських державників-самостійників, що стійко стояли на позиціях незалежності України, у першу чергу творця української армії та ідеолога української державності Миколи Міхновського.
Побутує думка окремих істориків, що саме Винниченко доклав усіх зусиль для того, щоб 1919 року, після переможного визвольного походу, Петра Болбочана заарештували, а згодом і стратили.
Під час Гетьманату жив на хуторі Княжа Гора на Канівщині, де займався літературною творчістю, написав п'єсу «Між двох сил». Тут був заарештований гетьманською вартою через підозру підготовки до державної змови, але завдяки своєму авторитету був швидко звільнений з-під варти і знову перейшов до активної політичної діяльності.
У серпні 1918 року Винниченко очолив опозиційний до визнаного іншими країнами Української Держави на чолі з гетьманом Павлом Скоропадським Український національний союз, хоч організаційну частину до свого арешту провадив Симон Петлюра, використовуючи мережу та фінансові ресурси союзу земств. Винниченко наполягав на державному перевороті, для чого домовився з більшовиками про спільний напад заради відтягнення військ. Після перевороту та позбавлення гетьмана влади Винниченко 13–14 листопада 1918 року став головою Директорії. Незабаром через суперечності з Симоном Петлюрою Винниченко пішов у відставку та виїхав за кордон.

За два місяці до еміграції він записав у щоденнику: 
|  | Нехай український обиватель говорить і думає, що йому хочеться, я їду за кордон, обтрушую з себе всякий порох політики, обгороджуюсь книжками й поринаю в своє справжнє, єдине діло — літературу… Тут у соціалістичній совєтській Росії я ховаю свою 18-літню соціалістичну політичну діяльність. Я їду, як письменник, а як політик я всією душею хочу померти. |

## Еміграція
В еміграції політична кар'єра Винниченка тривала. У Відні він за короткий час написав тритомну мемуарно-публіцистичну працю «Відродження нації (Історія української революції: марець 1917 р. — грудень 1919 р.)» — твір певною мірою підсумковий, написаний по гарячих слідах подій. Це широкомасштабне полотно, яке є важливим джерелом для вивчення й розуміння складних політичних процесів на території України періоду збройної боротьби за владу.
За політичною орієнтацією Винниченко був близьким до комуністичної філософії. Але більшовики, на його думку, недостатньо враховували національний чинник. Винниченко мріяв організувати нову партію, соціальна програма якої мало б чим відрізнялася від більшовицької, однак була б «національніша», тісніше пов'язана з історичним минулим України.
Наприкінці 1919 року Винниченко спробував цю ідею втілити в життя. Він вийшов із УСДРП й організував у Відні Закордонну групу українських комуністів, створив її друкований орган — газету «Нова доба», у якій опублікував свій лист-маніфест «До класово несвідомої української інтелігенції», сповістивши про перехід на позиції комунізму.
На початку 1920 року він почав інтенсивно шукати шляхи до повернення на батьківщину. Радянське керівництво, особисто Володимир Ленін, з прихильністю поставилося до прохання Винниченка. Наприкінці травня 1920 року Винниченко разом із дружиною прибув до Москви, де дістав пропозицію зайняти пост заступника голови Раднаркому УСРР із портфелем наркома закордонних справ, з кооптацією в члени ЦК КП(б)У.
Коли ж він ознайомився з економічним і політичним становищем країни, державними відносинами між Росією та Україною, то зрозумів, що його запрошують до співпраці з тактичних міркувань, тому відмовився від участі в роботі уряду УСРР і в середині вересня 1920 року виїхав з Харкова до Москви, а звідти знову за кордон.
У 1920 році він став представником України в Польщі та представляв українські інтереси на міжнародній арені.
Політичну діяльність Винниченко продовжував в Австрії, Чехо-Словаччині, Німеччині та Франції. На перших порах підтримував тісні зв'язки з українською національною еміграцією, з групою російських літераторів — Бєлим, Еренбургом, Ремізовим, але відмовився від творчої співпраці з видавництвом «Скифы». Перу Винниченка належить і проєкт програми антибільшовицького «Єдиного революційно-демократичного національно фронту». На жаль, об'єднати розбиті емігрантські групи не вдалося.
Перебуваючи в Європі, Винниченко виступає з критикою національної й соціальної політики РКП(б) та Радянського уряду. У вересні 1921 року очолив новостворений комітет допомоги українському студентству в Берліні. Продовжує уважно стежити за подіями в СРСР, займається літературною творчістю, живописом. У 1925 році через складну політичну та економічну ситуацію в Німеччині переселяється до Франції й осідає спочатку в Парижі.
У 1934 році Винниченко із дружиною Розалією Яківною оселився на півдні Франції, у містечку Мужен біля Канн, придбавши стару садибу з ділянкою землі. До цього кроку письменника спонукали як тяжке матеріальне становище через припинення виплати гонорарів від українських видавництв, так і бажання нового здорового способу життя подалі від міської суєти. Він став веганом і сироїдом. Тут упродовж останніх 25 років свого життя він у власному невеликому будинку займався літературною творчістю («Лепрозорій», 1938, «Нова заповідь», 1949) і живописом. Понад 20 його полотен зберігаються в Інституті літератури ім. Т. Шевченка НАН України.
Під час німецької окупації Франції за відмову співробітництва з нацистами Винниченка було кинуто до концтабору. По закінченні війни він закликав до загального роззброєння та мирного співіснування народів світу.
Помер 6 березня 1951 року, похований у французькому Мужені.

## Літературна творчість

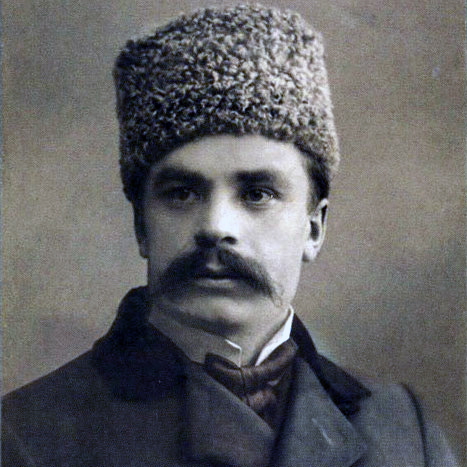
Володимир Винниченко. Женева, 1909 р.

Літературна спадщина Володимира Винниченка вважається приналежною до золотого фонду України. Він — автор одного з перших утопічних романів, «Сонячна машина» (написаний у 1922—1924 роках), який започаткував новий напрям в українській літературі. Появу перших його творів вітали Іван Франко і Леся Українка. 1902 року, в журналі «Кіевская старина» з'являється його перше оповідання «Сила і краса».

У 1909 році Михайло Коцюбинський писав:
Кого у нас читають? Винниченка. Про кого скрізь йдуть розмови, як тільки річ торкається літератури? Про Винниченка. Кого купують? Знов Винниченка.
Іван Франко писав у рецензії на збірку оповідань Винниченка «Краса і сила» (1906):
Серед млявої тонко-аристократичної та малосилої або ординарно шаблонової та безталанної генерації сучасних українських письменників раптом виринуло щось дуже, рішуче, мускулисте і повне темпераменту, щось таке, що не лізе в кишеню за словом, а сипле його потоками, що не сіє крізь сито, а валить валом як саме життя, всуміш, українське, московське, калічене й чисте, як срібло, що не знає меж своїй обсервації і границь своїй пластичній творчості. І відкіля ти взявся у нас такий? — хочеться по кождім оповіданню запитати д. Винниченка.
Після 1920 року Володимир Винниченко, зрозуміло, не міг так легко струсити «порох політики». Не випадково V Всеукраїнський з'їзд Рад, що відбувся 25 лютого — 3 березня 1921 року в Харкові, оголосив Винниченка ворогом народу, поставив його «поза законом».
Творчість Винниченка розпадається на три періоди: перший охоплює більшу частину його творів «малої форми» (нариси, оповідання), написані із 1902 до наступу реакції після революції 1905 року. До другого періоду відносяться оповідання, п'єси і романи, які з'явилися після революції 1905 року. І третій період охоплює твори, написані в еміграції.

### Перший період

Погруддя Винниченка на фасаді Інституту філології Київського національного університету імені Тараса Шевченка

Живлячись настроями бідняцько-батрацьких мас у епоху наростання революції (селянські рухи 1902) і революційними прагненнями відомої частини української інтелігенції, Винниченко вже з перших кроків своєї творчості почав розповідати нове й по-новому («Біля машини», «Контрасти», «Голота», «На пристані», «Раб краси», «Хто ворог?», «Голод», «Салдатики», «Кузь та Грицунь», «Босяк», «Терень»). Всі ці твори майже повністю позбавлені народницького підходу й забарвлення; без ідеалізації, художньо показані в боротьбі батраки, селяни й їхні вороги. Автор гаряче, майже публіцистично виявляє своє ставлення до цієї боротьби, наповнюючи оповідання революційністю, художньо втілюючи класову солідарність. Саме оформлення цих творів («мала форма» — стисло, коротко, популярно) розраховане на масове споживання, на революційну функціональність. Недарма деякі з оповідань випускалися як агітброшури. Але виявляючи революційну потенцію й безперспективність батраків, селян-бідняків, Винниченко кличе до них не міський пролетаріат, який був зрусифікований і відірваний від села, а «революційну» інтелігенцію.
Водночас у інших своїх творах Винниченко гостро, яскраво й влучно висміює міщанські захоплення, життєві «ідеали» («Заручини»), боягузливе українофільство і шалений націоналізм («забирайтеся, кацапи, із наших українських в'язниць!» — в оповіданні «Уміркований та щирий»), національне «народництво» і «культурництво» («Антрепреньор Гаркун Задунайський», пізніше — у комедії: «Молода кров», «Співочі товариства»), розкриває зміст ліберальності «рідних» поміщиків і буржуазії («Малорос-європеєць»), псевдореволюційність деяких елементів інтелігенції. До революційних творів Винниченка потрібно віднести також його яскраві нариси й оповідання з вояцького життя («Боротьба», «Мнімий господін», «Темна сила»), а також із життя дітей («Кумедія з Костем», «Федько-халамидник»). Згодом Винниченко пише низку оповідань про революційну інтелігенцію і про інтелігенцію взагалі («Промінь сонця», «Талісман», «Студент», «Зіна», а також — «Чудний епізод», «Історія Якимового будинку», «Дрібниця», «Тайна»).
В оповіданнях Винниченко виявив високу майстерність — уміння живо, вільно, захопливо розповідати й яскраво, художньо показувати.

### Другий період

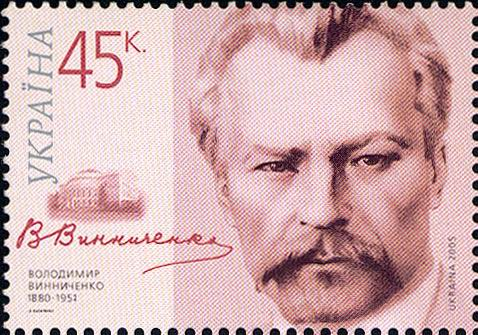
Поштова марка В. Винниченко (2005)

Свій другий етап Винниченко починає драмами: «Дисгармонія», «Великий Молох», «Щаблі життя» (1907). Остання з них не була добре сприйнята критикою, після чого до творів автора почали ставитися обережніше. Інтенції «Щаблів життя» було продовжено у романі «Чесність з собою» (1911), але це спричинилося до ще більшого скандалу: писаний від початку українською, через опір з боку читачів Винниченко не публікує у «ЛНВ», а дописує його російською. Втім, і в російській критиці цей твір викликав обурення.
В цей час Винниченко продовжує писати драми, оповідання та романи, у яких він звертається до охопленої реакцією української інтелігенції. Письменник-політик не бачив виходу для бідняцьких, напівпролетарських категорій села. І Винниченко, не звертаючись до пролетаріату, починає боротьбу з негативними якостями інтелігентської категорії «роду людського», хоче перевиховати її й без болю вилікувати. Тому Винниченко намагається художньо розв'язувати хворобливі для інтелігента проблеми моралі, норм поведінки, проповідуючи «соціалістичну» реформу. Цим пояснюється й перехід до жанру драми, а згодом і роману.
У творах «Чорна Пантера і Білий Медвідь» (1911) та «Рівновага» (1912) Винниченко досліджує середовища емігрантів, революціонерів та митців. Вершиною цього періоду став роман «Записки кирпатого Мефістофеля» (1916), який підсумовує цей «міжреволюційний» період автора. Останніми творами цього періоду стали «Між двох сил», «Панна Мара», «На той бік» та «Закон».
Після поразки української революції еміграції Винниченко активно береться до літературної роботи. Окремі його п'єси («Брехня», «Чорна Пантера і Білий Медвідь», «Закон», «Гріх») здобувають загальноєвропейську популярність і перекладаються на німецьку мову й з'являються в театрах Німеччини та інших європейських країн. На екранах Німеччини з жовтня 1921 року демонструється фільм «Чорна Пантера» (нім. «Die schwarze Pantherin»), співавтором сценарію якого був Винниченко.
В УСРР його п'єси ставить Київський державний драматичний театр імені Івана Франка (п'єса «Над»). Проблеми сценічного втілення п'єс обговорювали з драматургом Костянтин Станіславський і Володимир Немирович-Данченко, Микола Садовський і Гнат Юра. Лесь Курбас у своєму «Молодому театрі» поставив «Чорну Пантеру і Білого Медведя» за участю режисера-постановника Гната Юри.
Тоді ж виходять друком кілька багатотомних видань його праць, що робить Винниченка одним із найчитаніших українських авторів 1920-х.

### Третій період

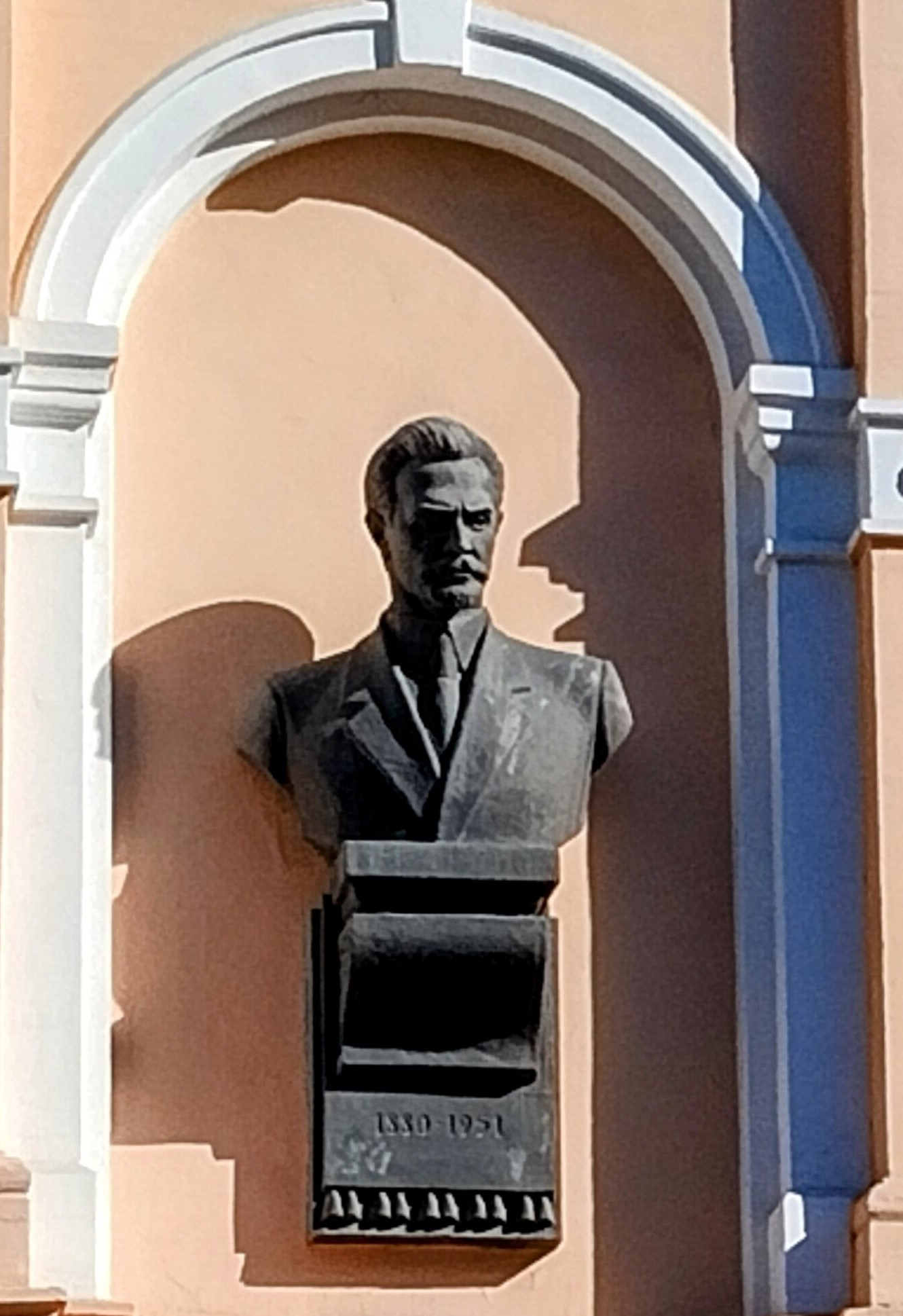
Погруддя В. Винниченка на фасаді Дніпровського академічного драмтеатру (1993, скульпт. - Костянтин Чеканьов)

Третій період у творчості Винниченка позначений утопізмом та виробленою ним філософією конкордизму. Першим твором, що ознаменував цей поворот стала «Сонячна машина». Однак наступні романи перестали друкувати в УСРР, наслідком чого стало скрутне становище письменника. Більшість творів останнього періоду його творчості опубліковано посмертно.

### Стиль Винниченка
Винниченко розвиває свій стиль, почавши з удосконаленого новими формальними елементами й мотивами реалізму перших оповідань; далі він дедалі більше переходить до імпресіоністичного стилю, яке в бездоганному вигляді можна побачити в творах і малої («Промінь сонця», «Зіна») і великої форми («Записки кирпатого Мефістофеля»). Психологічний реалізм як перехідний етап панує в перших романах і більшості драм, які вирізняються сценічністю, гостротою й цікавістю інтриги, яка побудована на контрастах.
Найкращі твори Винниченка відзначаються великою майстерністю. Імпресіонізм його характерно вирізняється, наприклад, фіксацією дієвих, переважно зорових деталей, а також тонких і водночас гостро діючих психологічних рухів-рефлексів. Сюжет, часто банальний і нескладний, Винниченко завжди загострює антитезами, а також несподіваними зовнішніми ефектами, насичуючи свої твори актуальними проблемами.

### Впливи
На літературну творчість Володимира Винниченка цього періоду вплинули філософські концепції Фрідріха Ніцше.

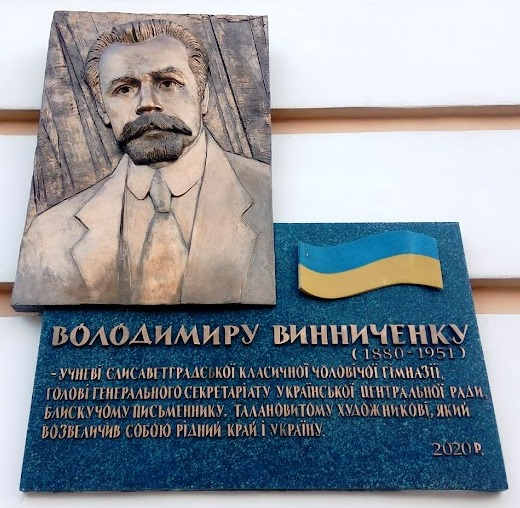
Меморіальна дошка В. К. Винниченку на фасаді будинку колишньої чоловічої гімназії по вулиці Шевченка 3 в Кропивницькому

Він передусім нещадно розкриває гнійники й критикує. У цій критиці він жорстокий і відвертий, але й поверховий, частково публіцистичний. Тут Винниченко в більшості випадків займає позицію індивідуального удосконалення. Протестуючи проти бруду, Винниченко виводить «позитивних» реформаторів, які сповідують свободу особистості по відношенню до колективу, «чесність із собою» тощо.

## Цікаві факти
- Винниченко був близько знайомий з українським громадським діячем і меценатом Євгеном Чикаленком, бував у нього вдома. Чикаленко підтримував (в тому числі матеріально) і критикував Винниченка (особливо в ранні роки його творчості). Збереглося їх багатолітнє листування[17]. Останній в своєму житті лист Євген Чикаленко, ймовірно, написав Винниченку.
- Керівник Радянського Союзу Микита Хрущов неодноразово зізнавався, що великий вплив на його свідомість в юнацькі роки мало оповідання Винниченка «Талісман», а головний герой цього твору, єврей Піня, надихав Хрущова виступити з розвінчанням культу особи Сталіна на ХХ з'їзді КПРС[18].
- Останні 25 років життя Володимир Винниченко був веганом-сироїдом і тому чимало його головних героїв були веганами або вегетаріанцями.[12][19]

## Вшанування пам'яті
Після смерті Винниченка його маєток придбала Іванна Нижник-Винників, яка сплатила борги й стала власницею садиби, охоронницею і упорядницею його речей і архіву. У 1990-ті роки вона сприяла передачі кабінету Винниченка та його меморіальних речей у подарунок незалежній Україні. Меморіальний кабінет політичного діяча часів УНР передано до збірок Кропивницького краєзнавчого музею. У Кропивницький передано книжкову шафу Володимира Винниченка та два письмові столи, його крісло та друкарську машинку «Мерседес», власний годинник, навіть мішечок із цяткою української землі, яку він скрізь возив із собою.
На честь Володимира Винниченка названий Центральноукраїнський державний педагогічний університет.
17 вересня 2010 року в Кропивницькому урочисто відкрито перший в Україні пам'ятник Володимирові Винниченку.
Кабінетом Міністрів України 28 лютого 2018 р. засновано в числі академічних стипендій імені державних діячів першого українського уряду для студентів та курсантів закладів вищої освіти державної форми власності, які здобувають вищу освіту за освітнім рівнем магістра стипендію імені Володимира Винниченка (Культура і мистецтво).

### Вулиці
- у Кропивницькому (1990-ті)
- у Києві (2015),
- у Кривому Розі (2016)[23]
- у Львові
- у Тернополі (1990-ті)
- у Малині (від 1992)[24]
- у Рівному
- у Калуші
- у Луцьку
- у Вінниці
- у Хмельницькому
- у Шептицькому

### У кінематографі
2011 року вийшов документальний фільм «Винниченко без брому».
Володимир Винниченко був показаний у фільмі «Таємний щоденник Симона Петлюри». Роль Володимира Винниченка зіграв Євген Нищук.

## Основні твори
Детальніше див. Бібліографія Володимира Винниченка або Володимир Винниченко. Анотована бібліографія / Упоряд. Вадим Стельмашенко. — Едмонтон, Альберта, 1989.  [Архівовано 1 грудня 2020 у Wayback Machine.]

#### Коротка проза
- Сила і краса (пізніше — Краса і сила) (1902)
- Біля машини (1902)[25]
- Антрепреньор Гаркун-Задунайський (1903)
- Боротьба (1903)
- Народний діяч (1903)
- Роботи! (1903)
- «Салдатики» (1903)
- Суд (1903)
- Заручини (1904)
- Контрасти (1904)
- Мнімий господін (1905)
- Моє останнє слово (пізніше — Дрібниця) (1906)
- На пристані (1906)
- Раб краси (1906)
- Темна сила (1906)
- Честь (1906)
- Дим (1907)
- Момент (1907)
- Рабині справжнього (1907)
- Малорос-європєєць (1907)
- Глум (1908)
- Уміркований та щирий (1908)
- Записна книжка (1909)
- Зіна (1909)
- Кумедія з Костем (1909)
- Купля (1909)
- Щось більше за нас (1909)
- Таємна пригода (1910)
- Тайна (1910)
- Біля машини (1912)
- Історія Яхимового будинку (1912)
- Маленька рисочка (1912)
- Промінь сонця (1912)
- Таємність (1912)
- Чекання (1912)
- Федько-халамидник (1912)
- Олаф-Стефензон (1913)
- Переможець (1913)
- Талісман (1913)
- Терень (1913)
- Босяк (1914)
- Кузь та Грицунь (1914)
- На пристані (1914)
- Радість (1914)
- Баришенька (1916)
- Хома Прядка (1916)
- Голод (1917)
- Ланцюг (1917)
- Сліпий (1917)
- Бабусин подарунок (1923)
- На лоні природи (1926)
- В графському маєтку (1926)

#### Романи й повісті
- Голота (повість) (1905)
- Чесність з собою (1911)
- Рівновага (1912)
- По-свій! (1913)
- Божки (1914)
- Заповіт батьків (1914)
- Хочу! (1915)
- Записки кирпатого Мефістофеля (1917)
- На той бік (повість) (1923)
- Поклади золота (1927)
- Сонячна машина (1928)
- Нова заповідь (1932)
- Вічний імператив (1935)
- Лепрозорій (1938)
- Слово за тобою, Сталіне! (1949—1950)

#### Драматургія
- Дисгармонія (1906)
- Великий молох (1907)
- Щаблі життя (1907)
- Memento (1909)
- Чужі люди (1909)
- Брехня (1910)
- Базар (1910)
- Співочі товариства (1911)
- Чорна Пантера і Білий Медвідь (1911)
- Дочка жандарма (1912)
- Натусь (1912)
- Молода кров (1913)
- Пригвождені (1915)
- Панна Мара (1918)
- Між двох сил (1918)
- Гріх (1919)
- Закон (1923)
- Великий секрет (1928)
- Над (1929)
- Пророк (1929)
- Пісня Ізраїля (1930)

#### Винниченко в музиці
- "Амар-пророк" - опера Мирослава Волинського за п’єсою "Пророк"  [26] [27]

#### Щоденники й епістолярій
- Володимир Винниченко. Щоденник. Том 1 (1911-1920) / редакція, вступна стаття, примітки Григорій Костюк. — Едмонтон-Нью-Йорк : КІУС, 1980. — 500 с.
- Володимир Винниченко. Щоденник. Том 2 (1921-1925) / редакція Григорій Костюк, упорядкування і примітки Олександр Мотиль. — Едмонтон-Нью-Йорк : КІУС, 1983. — 700 с.
- Володимир Винниченко. Щоденник. Том 3 (1926-1928) / редакція Григорій Костюк, упорядкування і примітки Олександр Мотиль. — Київ-Едмонтон-Нью-Йорк : Смолоскип, 2010. — 624 с. — ISBN 978-966-2164-11-4.
- Володимир Винниченко. Щоденник. Том 4 (1929-1931) / редакція Григорій Костюк, упорядкування і примітки Олександр Мотиль. — Київ-Едмонтон-Нью-Йорк : Смолоскип, 2012. — 344 с. — ISBN 978-966-2164-67-1.
- Володимир Винниченко. Щоденник. Том 5 (1932-1936) / упорядкування і примітки Ольга Матвеєва. — Київ-Едмонтон-Нью-Йорк : Смолоскип, 2020. — 596 с. — ISBN 978–617–7622–13–9.

### Окремі видання
- Володимир Винниченко. Щоденник. Том 1 (1911-1920) / редакція, вступна стаття, примітки Григорій Костюк. — Едмонтон-Нью-Йорк : КІУС, 1980. — 500 с.
- Володимир Винниченко. Щоденник. Том 2 (1921-1925) / редакція Григорій Костюк, упорядкування і примітки Олександр Мотиль. — Едмонтон-Нью-Йорк : КІУС, 1983. — 700 с.
- Володимир Винниченко. Щоденник. Том 3 (1926-1928) / редакція Григорій Костюк, упорядкування і примітки Олександр Мотиль. — Київ-Едмонтон-Нью-Йорк : Смолоскип, 2010. — 624 с. — ISBN 978-966-2164-11-4.
- Володимир Винниченко. Щоденник. Том 4 (1929-1931) / редакція Григорій Костюк, упорядкування і примітки Олександр Мотиль. — Київ-Едмонтон-Нью-Йорк : Смолоскип, 2012. — 344 с. — ISBN 978-966-2164-67-1.
- Володимир Винниченко. Щоденник. Том 5 (1932-1936) / упорядкування і примітки Ольга Матвеєва. — Київ-Едмонтон-Нью-Йорк : Смолоскип, 2020. — 596 с. — ISBN 978–617–7622–13–9.
- Відродження нації. Ч. I. [Архівовано 2 березня 2016 у Wayback Machine.]: репр. відтворення вид. 1920 р. / В. К. Винниченко. — К. : Політвидав України, 1990. — 348 с. — ISBN 5-319-00826-0.
- Відродження нації. Ч. II. [Архівовано 2 березня 2016 у Wayback Machine.]: репр. відтворення вид. 1920 р. / В. К. Винниченко. — К. : Політвидав України, 1990. — 328 с. — ISBN 5-319-00834-1.
- Відродження нації. Ч. III. [Архівовано 2 березня 2016 у Wayback Machine.]: репр. відтворення вид. 1920 р. / В. К. Винниченко. — К. : Політвидав України, 1990. — 542 с. — ISBN 5-319-00839-2
- Лепрозорій: роман / Володимир Винниченко ; післямова Галини Сиваченко. — К. : Знання, 2011. — 382 с. — (Класна література). — ISBN 978-966-346-801-3.
- Нова заповідь: роман / Володимир Винниченко ; післямова Галини Сиваченко. — К. : Знання, 2011. — 350 с. — (Класна література). — ISBN 978-966-346-960-7.
- Чорна Пантера і Білий Медвідь: драми [Архівовано 2 березня 2016 у Wayback Machine.] / Володимир Винниченко. — К. : Знання, 2014. — 253 с. — (Класна література). — ISBN 978-617-07-0166-4.
- Володимир Винниченко — Розалія Ліфшиць: епістолярний діалог (1911—1918 роки) / упоряд. Н. Миронець ; НАН України, Ін-т укр. археографії та джерелознав. ім. М. С. Грушевського. — Дрогобич (Львів. обл.): Коло, 2012. — 286, [1] с., [4] арк. іл. : іл., портр. ; 21 см. — Текст укр., рос. — Бібліогр. в тексті. — Покажч. імен: с. 279—283. — 1 000 пр. — ISBN 978-617-642-038-5
- Винниченко В. Нова заповідь: роман / В. Винниченко. — Б. м.: Україна, 1950. — 261 с. : портр. [Архівовано 24 вересня 2020 у Wayback Machine.]
- Винниченко В. Перед новим етапом: (наші позиції) / Володимир Винниченко. — Торонто (Канада): Накладом Вид. т-ва «Вперед», 1938. — 62 с. : портр. [Архівовано 22 лютого 2019 у Wayback Machine.]
- Винниченко В. Поворот на Україну / В. Винниченко. — Львів: Пшібрам, 1926. — 34 с. [Архівовано 30 вересня 2020 у Wayback Machine.]
- Винниченко В. Вибрані твори. / В. Винниченко ; вибір і вступ. ст. О. Гермайзе. — Київ: Книгоспілка, 1927. — 300 с. — (Літературна бібліотека). [Архівовано 1 жовтня 2020 у Wayback Machine.]
- Винниченко В. Вибрані твори. / В. Винниченко ; вибір і вступ. ст. О. Гермайзе. — Київ: Книгоспілка, 1927. — 300 с. — (Літературна бібліотека). [Архівовано 1 жовтня 2020 у Wayback Machine.]
- Винниченко В. Вибрані твори / В. Винниченко. — Харків: Літ. і мистецтво, 1931. — 288 с. [Архівовано 24 вересня 2020 у Wayback Machine.]
- Винниченко В. Вибрані твори. Кн. 2 / В. Винниченко ; за ред. і з передм. А. Ніковського. — Київ: Вид. т-во «Час», 1926. — 189 с. — (Бібліотека «Час»). [Архівовано 26 вересня 2020 у Wayback Machine.]
- Винниченко В. Вибрані твори / В. Винниченко ; упоряд. А. Любченко. — Київ: Держ. вид-во України, 1927. — 365 с. : іл. — (Дитяча бібліотека українських письменників / за ред. В. Арнаутова та О. Попова). [Архівовано 4 серпня 2020 у Wayback Machine.]
- Винниченко В. Вибрані твори / В. Винниченко ; за ред. Олексієва. — Харків: Держ. вид-во України, 1929. — 376 с. [Архівовано 22 вересня 2020 у Wayback Machine.]
- Винниченко В. Чудний епізод / В. Винниченко. — Харків: Укр. робітник, 1928. — 30 с. [Архівовано 23 вересня 2020 у Wayback Machine.]
- Винниченко В. Честь / В. Винниченко. — Київ: Рух, 1927. — 16 с. [Архівовано 14 серпня 2020 у Wayback Machine.]
- Винниченко В. Чекання / В. Винниченко. — Київ: Рух, 1927. — 20 с. [Архівовано 22 вересня 2020 у Wayback Machine.]
- Винниченко В. Фельдфебельщина: (Мнімий господін) / В. Винниченко. — Харків: Укр. робітник, 1928. — 61 с. — (Дешева бібліотека красного письменства). [Архівовано 25 вересня 2020 у Wayback Machine.]
- Винниченко В. Уміркований та щирий / В. Винниченко. — Харків: Дзвін, 1915. — 16 с. [Архівовано 18 вересня 2020 у Wayback Machine.]
- Винниченко В. У графському маєтку / В. Вининченко. — Київ: Час, 1926. — 80 с. — (Універсальна бібліотека «Час» ; № 4). [Архівовано 22 вересня 2020 у Wayback Machine.]
- Винниченко В. Терень / В. Вининченко. — Київ: Рух, 1928. — 33, [1] с. [Архівовано 9 серпня 2020 у Wayback Machine.]
- Винниченко В. Маленька рисочка / В. Винниченко. — Харків: Укр. робітник, 19–?. — 32 с. [Архівовано 22 вересня 2020 у Wayback Machine.]
- Винниченко В. Темна сила. Промінь сонця / В. Винниченко. — Харків: Укр. робітник, 1928. — 32 с. — (Дешева бібліотека красного письменства). [Архівовано 19 вересня 2020 у Wayback Machine.]
- Винниченко В. Темна сила. — Х. : Укр. робітник, 1930. — 28 с. — (Дешева бібліотека красного письменства). [Архівовано 11 серпня 2020 у Wayback Machine.]
- Винниченко В. Талісман / В. Винниченко. — Київ: Рух, 1928. — 40 с. [Архівовано 8 серпня 2020 у Wayback Machine.]
- Винниченко В. Тайна / В. Винниченко. — Київ: Рух, 1927. — 31 с. [Архівовано 12 серпня 2020 у Wayback Machine.]
- Винниченко В. Таємна пригода / В. Винниченко. — Київ: Рух, 1927. — 20 с. [Архівовано 22 вересня 2020 у Wayback Machine.]
- Винниченко В. Суд / В. Винниченко ; передм. Т. Ганжулевич. — Харків: Держ. вид-во України, 1930. — 40 с. — (Масова художня бібліотечка). [Архівовано 24 вересня 2020 у Wayback Machine.]
- Винниченко В. Студент / В. Винниченко. — Харків: Укр. робітник, 19–?. — 16 с. [Архівовано 1 жовтня 2020 у Wayback Machine.]
- Винниченко В. Сонячна машина. Ч. 1 / В. Винниченко. — Харків: Держ. вид-во України, 1928. — 314 с. [Архівовано 23 вересня 2020 у Wayback Machine.]
- Винниченко В. Сонячна машина. Ч. 3 / В. Винниченко. — Харків: Держ. вид-во України, 1928. — 266 с. [Архівовано 28 січня 2019 у Wayback Machine.]
- Винниченко В. Сліпий / В. Винниченко. — Київ: Рух, 1927. — 25 с. [Архівовано 24 вересня 2020 у Wayback Machine.]
- Винниченко В. «Салдатики»: малюнок із селян. розрухів / В. Винниченко. — Харків: Укр. робітник, 1929. — 16 с. — (Дешева дитяча бібліотека). [Архівовано 26 вересня 2020 у Wayback Machine.]
- Винниченко В. Рассказы: пер. с укр. Т. 6 / В. Винниченко. — М. : Моск. Книгоизд-ко, 19–?. — 260 с. [Архівовано 26 вересня 2020 у Wayback Machine.]
- Винниченко В. Раб краси ; Хто ворог? / В. Винниченко ; з передм. Ю. Лавріненка.– Харків: Укр. робітник, 1930. — 94 с. — (Дешева бібліотека красного письменства). [Архівовано 26 вересня 2020 у Wayback Machine.]
- Винниченко В. Раб краси / В. Винниченко. — Харків: Укр. робітник, 1927. — 32 с. — (Дешева бібліотека красного письменства). [Архівовано 26 вересня 2020 у Wayback Machine.]
- Винниченко В. Пісня Ізраїля ; (Кол-Нідре): п'єса на 4 дії / В. Винниченко. — Харків: Рух, 1930. — 83 с. [Архівовано 26 вересня 2020 у Wayback Machine.]
- Винниченко В. Намисто: разок перший / В. Винниченко. — Харків: Рух, 1930. — 261 с. [Архівовано 24 вересня 2020 у Wayback Machine.]
- Винниченко В. На пристані / В. Винниченко — Вид. 2-ге. — Харків: Укр. робітник, 1929. — 32 с. — (Дешева бібліотека красного письменства). [Архівовано 20 вересня 2020 у Wayback Machine.]
- Винниченко В. На лоні природи / В. Вининченко. — Київ: Час, 1926. — 31 с. — (Універсальна б-ка «Час» ; № 3). [Архівовано 24 вересня 2020 у Wayback Machine.]
- Винниченко В. Момент / В. Винниченко. — Харків: Рух, 1927. — 24 с. [Архівовано 26 вересня 2020 у Wayback Machine.]
- Винниченко В. «Малорос-європеєць» / В. Винниченко. — Харків: Укр. робітник, 1927. — 30 с. — (Дешева бібліотека красного письменства). [Архівовано 22 вересня 2020 у Wayback Machine.]
- Винниченко В. Ланцюг: оповідання естета / В. Винниченко. — Харків: Укр. робітник, 1928. — 32 с. [Архівовано 26 вересня 2020 у Wayback Machine.]
- Винниченко В. Купля: оповідання / В. Винниченко ; ред. і вступ. ст. А. Лебедя. — Київ: Сяйво, 1929. — 48 с. — (Дешева бібліотека красного письменства). [Архівовано 22 вересня 2020 у Wayback Machine.]
- Винниченко В. Кумедія з Костем / В. Винниченко. — Київ: Рух, 1927. — 16 с. [Архівовано 9 серпня 2020 у Wayback Machine.]
- Винниченко В. Кузь та Грицунь / В. Винниченко. — Вид. 2-ге. — Харків: Укр. робітник, 1929. — 31 с. — (Дешева бібліотека красного письменства). [Архівовано 26 вересня 2020 у Wayback Machine.]
- Винниченко В. Краса і сила та інші оповідання / Володимир Винниченко. — Київ: З друк. С. А. Борисова, 1906. — 412 с. [Архівовано 26 вересня 2020 у Wayback Machine.]
- Винниченко В. Краса і сила / В. Винниченко. — Київ: Рух, 1927. — 62 с. [Архівовано 22 вересня 2020 у Wayback Machine.]
- Винниченко В. Контрасти / В. Винниченко. — Київ: Рух, 1927. — 37 с. [Архівовано 8 серпня 2020 у Wayback Machine.]
- Винниченко В. Зіна / В. Винниченко. — Київ: Рух, 1927. — 20 с. [Архівовано 21 вересня 2020 у Wayback Machine.]
- Винниченко В. Заробітчанські оповідання / В. Вининченко ; з передм. М. Матяша. — Харків: ДВОУ ; Літ. і мистецтво, 1930. — 90 с. — (Масова художня бібліотечка). [Архівовано 8 серпня 2020 у Wayback Machine.]
- Винниченко В. Записна книжка: оповідання / В. Винниченко. — Харків: Літ. і мистецтво, 1931. — 24 с. — (Масова художня бібліотечка). [Архівовано 9 серпня 2020 у Wayback Machine.]
- Винниченко В. Записки Кирпатого Мефістофеля / В. Винниченко ; вступ. ст. А. Річицького. — Вид. 2-ге. — Харків ; Київ: Книгоспілка, 1930. — 300 с. — (Літературна бібліотека). [Архівовано 28 вересня 2020 у Wayback Machine.]
- Винниченко В. Дрібниця ; Моє останнє слово / В. Винниченко. — Харків: Укр. робітник, 19–?. — 156 с. — (Дешева бібліотека красного письменства). [Архівовано 22 вересня 2020 у Wayback Machine.]
- Винниченко В. Голота: повість / В. Винниченко ; передм. О.Тищенка. — Харків: Держ. вид-во України, 1930. — 195 с. — (Масова художня бібліотечка). [Архівовано 22 вересня 2020 у Wayback Machine.]
- Винниченко В. Голод / В. Винниченко. — Київ: Рух, 1927. — 15 с. [Архівовано 9 серпня 2020 у Wayback Machine.]
- Винниченко В. Глум / В. Винниченко. — Київ: Рух, 1927. — 22 с. [Архівовано 22 вересня 2020 у Wayback Machine.]
- Винниченко В. Виривок із «Споминів» / В. Винниченко. — Харків: Укр. робітник, 1927. — 54 с. — (Дешева бібліотека красного письменства). [Архівовано 19 вересня 2020 у Wayback Machine.]
- Винниченко В. Великий секрет: комедія на 4 дії / В. Винниченко. — Харків: Рух, 1928. — 104 с. [Архівовано 26 вересня 2020 у Wayback Machine.]
- Винниченко В. Босяк / В. Винниченко. — Вид. 2-ге. — Харків: Укр. робітник, 1929. — 156 с. — (Дешева бібліотека красного письменства). [Архівовано 20 вересня 2020 у Wayback Machine.]
- Винниченко В. Боротьба ; Талісма / В. Винниченко ; з передм. Ю. Лавріненка. — Харків: Укр. робітник, 1930. — 117 с. — (Романи й повісті ; Травень, № 10 (22)). [Архівовано 22 вересня 2020 у Wayback Machine.]
- Винниченко В. Боротьба: (оповідання) / Володимир Винниченко ; передм. О. Тищенка. — Харків ; Одеса: Держ. вид-во України, 1931. — 127 с. — (Масова художня бібліотечка). [Архівовано 26 вересня 2020 у Wayback Machine.]
- Винниченко В. Біля машини та інші оповідання / В. Винниченко. — Харків ; Київ: Книгоспілка, 1930. — 110 с. — (Бібліотека для всіх). [Архівовано 25 вересня 2020 у Wayback Machine.]
- Винниченко В. Біля машини / В. Винниченко. — Харків: Літ. і мистецтво, 1932. — 40 с. — (Масова художня бібліотечка). [Архівовано 28 вересня 2020 у Wayback Machine.]
- Винниченко В. Бабусин подарунок: оповідання / Володимир Винниченко ; вступ. ст. О. Полторацького. — Київ: Сяйво, 1927. — 48 с. — (Дешева бібліотека красного письменства). [Архівовано 30 вересня 2020 у Wayback Machine.]

### Зібрання творів
- Винниченко В. Твори. Т. 7 / В. Винниченко. — 2-ге вид. — Київ ; Відень: Друк Христофа Райсера Синів, 1919. — 208 с. [Архівовано 21 вересня 2020 у Wayback Machine.]
- Винниченко В. Твори. Т. 8 / В. Винниченко. — 2-ге вид. — Київ ; Відень: Друк Христофа Райсера Синів, 1919. — 356 с. [Архівовано 1 жовтня 2020 у Wayback Machine.]
- Винниченко В. Твори. Т. 20 : Хочу! : роман / В. Винниченко. — 2-ге вид. — Київ: Рух, 19–?. — 279 с. [Архівовано 22 вересня 2020 у Wayback Machine.]
- Винниченко В. Твори. Т. 21 : Записки Кирпатого Мефістофеля / В. Винниченко. — 2-ге вид. — Київ: Рух, 1928. — 288 с. [Архівовано 13 серпня 2020 у Wayback Machine.]
- Винниченко В. Твори. Т. 22 : Заповіт батьків: роман / В. Винниченко. — 2-ге вид. — Київ: Рух, 19–?. — 201 с. [Архівовано 8 серпня 2020 у Wayback Machine.]
- Винниченко В. Твори. Т. 14 : Драматичні твори / В. Винниченко. — 3-тє вид. — Київ: Рух: Книгоспілка, 1930. — 175 с. [Архівовано 24 вересня 2020 у Wayback Machine.]
- Винниченко В. Твори. Т. 15 : Драматичні твори / В. Винниченко. — 3-тє вид. — Київ: Книгоспілка, 1930. — 263 с. [Архівовано 1 жовтня 2020 у Wayback Machine.]
- Винниченко В. Твори. Т. 2 : Оповідання / В. Винниченко. — 3-тє вид. — Київ: Рух, 1930. — 192 с. [Архівовано 13 серпня 2020 у Wayback Machine.]
- Винниченко В. Твори. Т. 7 : Оповідання / В. Винниченко. — 3-тє вид. — Київ: Рух, 1930. — 276 с. [Архівовано 26 вересня 2020 у Wayback Machine.]
- Винниченко В. Твори. Т. 8 : Оповідання / В. Винниченко. — 3-тє вид. — Київ: Рух, 1930. — 230 с. [Архівовано 22 вересня 2020 у Wayback Machine.]
- Винниченко В. Твори. Т. 12 : Драматичні твори / В. Винниченко. — 3-тє вид. — Київ: Рух: Книгоспілка, 1930. — 180 с. [Архівовано 26 вересня 2020 у Wayback Machine.]
- Винниченко В. Твори. Т. 13 : Драматичні твори / В. Винниченко. — 2-ге вид. — Київ: Книгоспілка: Рух, 1930. — 202 с. [Архівовано 14 серпня 2020 у Wayback Machine.]
- Винниченко В. Твори. Т. 14 : Драматичні твори / В. Винниченко. — 3-тє вид. — Київ: Книгоспілка: Рух, 1930. — 175 с. [Архівовано 5 серпня 2020 у Wayback Machine.]
- Винниченко В. Твори. Т. 17 : Рівновага / В. Винниченко. — 3-тє вид. — Київ: Рух, 1930. — 267 с. [Архівовано 19 вересня 2020 у Wayback Machine.]
- Винниченко В. Твори. Т. 18 : «По-свій»: роман / В. Винниченко. — 3-тє вид. — Київ: Рух, 1931. — 195 с. [Архівовано 26 вересня 2020 у Wayback Machine.]
- Винниченко В. Твори. Т. 1 : Оповідання / В. Винниченко. — 3-тє вид. — Київ: Книгоспілка, 1930. — 403 с. [Архівовано 24 вересня 2020 у Wayback Machine.]
- Винниченко В. Твори. Т. 3 : Оповідання / В. Винниченко. — 2-ге вид. — Київ: Рух, 1929. — 190 с. [Архівовано 22 вересня 2020 у Wayback Machine.]
- Винниченко В. Твори. Т. 4 : Оповідання / В. Винниченко. — 2-ге вид. — Київ: Рух, 1929. — 195 с. [Архівовано 26 вересня 2020 у Wayback Machine.]
- Винниченко В. Твори. Т. 6 : Оповідання / В. Винниченко. — 2-ге вид. — Київ: Рух, 1929. — 244 с. [Архівовано 25 вересня 2020 у Wayback Machine.]
- Винниченко В. Твори. Т. 9 : Драматичні твори / В. Винниченко. — 2-ге вид. — Київ: Рух, 1929. — 192 с. [Архівовано 21 вересня 2020 у Wayback Machine.]
- Винниченко В. Твори. Т. 10 : Драматичні твори / В. Винниченко. — 2-ге вид. — Київ: Рух, 1929. — 202 с. [Архівовано 26 вересня 2020 у Wayback Machine.]
- Винниченко В. Твори. Т. 11 : Драматичні твори / В. Винниченко. — 2-ге вид. — Київ: Рух, 1929. — 192 с. [Архівовано 8 серпня 2020 у Wayback Machine.]
- Винниченко В. Твори. Т. 15 : Драматичні твори / В. Винниченко. — 2-ге вид. — Київ: Рух, 1929. — 263 с. [Архівовано 25 вересня 2020 у Wayback Machine.]
- Винниченко В. Твори. Т. 17 : Рівновага: роман з життя емігрантів / В. Винниченко. — 2-ге вид. — Київ: Рух, 1929. — 264 с. [Архівовано 19 вересня 2020 у Wayback Machine.]
- Винниченко В. Твори. Т. 19 : Божки: роман / В. Винниченко. — 2-ге вид. — Київ: Рух, 1929. — 339 с. [Архівовано 20 вересня 2020 у Wayback Machine.]
- Винниченко В. Твори. Т. 11 : Драматичні твори / В. Винниченко. — Вид. 2-ге. — Київ: Книгоспілка, 1929. — 192 с. [Архівовано 20 вересня 2020 у Wayback Machine.]
- Винниченко В. Твори. Т. 20 : Хочу! : роман / В. Винниченко ; до друку зібрав Т. Черкаський. — Київ: Рух, 1928. — 306 с. [Архівовано 12 серпня 2020 у Wayback Machine.]
- Винниченко В. Твори Т. 21 : Записки Кирпатого Мефістофеля: роман / В. Винниченко. — Вид. 3-тє. — Київ: Книгоспілка, 1929. — 287 с. [Архівовано 15 серпня 2020 у Wayback Machine.]
- Винниченко В. Твори. Т. 14 : Драматичні твори / В. Винниченко ; до друку зібрав Т. Черкаський. — Київ: Рух, 1927. — 175 с. [Архівовано 26 вересня 2020 у Wayback Machine.]
- Винниченко В. Твори. Т. 18 : «По-свій!»: роман / В. Винниченко ; до друку зібрав Т. Черкаський. — Київ: Рух, 1927. — 210 с. [Архівовано 24 вересня 2020 у Wayback Machine.]
- Винниченко В. Твори. Т. 2 : Оповідання / В. Винниченко. — Вид. 2-ге. — Київ: Рух, 1929. — 192 с. [Архівовано 26 вересня 2020 у Wayback Machine.]
- Винниченко В. Твори. Т. 8 : Оповідання / В. Винниченко ; до друку зібрав Т. Черкаський. — Київ: Рух, 1928. — 287 с. [Архівовано 26 вересня 2020 у Wayback Machine.]
- Винниченко В. Твори. Т. 18 : «По-свій!»: роман / В. Винниченко. — Вид. 2-ге. — Київ: Рух, 1929. — 192 с. [Архівовано 14 серпня 2020 у Wayback Machine.]
- Винниченко В. Твори. Т. 16 : Чесність з собою: роман / В. Винниченко. — 2-ге вид. — Київ: Рух, 1928. — 240 с. [Архівовано 21 вересня 2020 у Wayback Machine.]
- Винниченко В. Твори. Т. 23, ч. 2 : Сонячна машина / В. Винниченко. — Київ: Рух, 1928. — 235 с. [Архівовано 8 серпня 2020 у Wayback Machine.]
- Винниченко В. Твори. Т. 4 : Оповідання / В. Винниченко ; до друку зібрав Т. Черкаський. — Київ: Рух, 1927. — 207 с. [Архівовано 24 вересня 2020 у Wayback Machine.]
- Винниченко В. Твори. Т. 11 : Драматичні твори / В. Винниченко; до друку зібрав Т. Черкаський. — Київ: Книгоспілка, 1926. — 192 с. [Архівовано 22 вересня 2020 у Wayback Machine.]
- Винниченко В. Твори. Т. 15 : Драматичні твори / В. Винниченко ; до друку зібрав Т. Черкаський. — Київ: Книгоспілка, 1926. — 263 с. [Архівовано 26 вересня 2020 у Wayback Machine.]
- Винниченко В. Твори. Т. 16 : Чесність з собою: роман / В. Винниченко ; до друку зібрав Т. Черкаський. — Київ: Рух, 1926. — 270 с. [Архівовано 22 вересня 2020 у Wayback Machine.]
- Винниченко В. Твори. Т. 1, кн. 1 : Оповідання / В. Винниченко ; до друку зібрав Т. Черкаський. — Київ: Книгоспілка, 1926. — 224 с. [Архівовано 24 вересня 2020 у Wayback Machine.]
- Винниченко В. Твори. Т. 8 : Боротьба ; Роботи! Суд ; Хома Прядка / В. Винниченко. — Харків ; Київ: Рух, 1925. — 179 с. [Архівовано 22 вересня 2020 у Wayback Machine.]
- Винниченко В. Хведько-Халамидник / Винниченко В. — Б. м. : б. и., 19–?. — 23, 1 с. [Архівовано 19 вересня 2020 у Wayback Machine.]
- Винниченко В. Натусь: п'єса на 4 дії: (репертуар театра ім. Т. Шевченка) / В. Винниченко. — Б. м. : В-тво «Спілка», 1923. — 70 с. [Архівовано 22 вересня 2020 у Wayback Machine.]
- Винниченко В. Рассказы: пер. с укр. Т. 1 / В. Винниченко. — 2-е изд. — М. : Моск. книгоизд-во, 19–?. — 306, 2 с. [Архівовано 22 вересня 2020 у Wayback Machine.]
- Винниченко В. Собрание сочинений: пер. с укр. Т. 2 : Контрасты / В. Винниченко. — 2-е изд. — М. : Москов. книгоизд-во, 1915. — 248 с. [Архівовано 9 серпня 2020 у Wayback Machine.]
- Винниченко В. Твори. Т. 4 / В. Винниченко. — 2-ге вид. — Київ ; Відень: З друк. А. Гольцгавзена у Відні, 1919. — 216, 1 с. [Архівовано 9 серпня 2020 у Wayback Machine.]
- Винниченко В. Твори. Т. 6 / В. Винниченко. — 2-ге вид. — Київ ; Відень: З друк. А. Гольцгавзена у Відні, 1919. — 274 с. [Архівовано 22 вересня 2020 у Wayback Machine.]
- Винниченко В. Записна книжка / В. Винниченко. — Київ: Дзвін ; Відень: З друк. А. Гольцгазена, 1919. — 16 с. [Архівовано 26 вересня 2020 у Wayback Machine.]
- Винниченко В. К. Біля машини: оповіданє / В. К. Винниченко. — Скрентон: Вид-во Просвіт. коміс. Рус. Нар. Союза, 1916. — 29 с. [Архівовано 30 вересня 2020 у Wayback Machine.]
- Винниченко В. Чорна пантера і білий медвідь: п'єса на 4 дії / В. Винниченко. — Київ: Дзвін: Друк. б. 1-ї Київ. Друк. Спілки, 1918. — 56 с. [Архівовано 8 серпня 2020 у Wayback Machine.]